# Ålesundsolyckorna
Ålesundsolyckorna var två katastrofer då bankfiskefartyg från Sotenäset i mellersta Bohuslän förliste på fiskebanken Storeggen väster om Ålesund i Norge år 1868. Den 19 februari överraskades fem fartyg av orkanvindar och gick under med 52 man. 15 juni gick ytterligare två fartyg under på samma plats med 20 man.
De omkomna vid första olyckan efterlämnade 17 änkor, 49 faderlösa barn och 21 äldre personer som förlorade sina försörjare. Därtill förlorades fem båtar med fiskeredskap och proviant till ett värde av 25 000 riksdaler riksmynt. Fjorton båtar hade en knapp vecka tidigare lämnat hemmahamnarna på Sotenäset för storbackefiske. Två havererade skrov återfanns senare vid Hammerfest och Nordkap.
De förlista fartygen i första olyckan var: ”Carl XV” och ”Kommerserådet Wijk” från Fisketången, ”Kungshamn” från Gravarne samt ”Skogen” och ”Slisken” från Malmön.